# Kozhikode
Kozhikode, tên khác là Calicut, là một thành phố và là nơi đặt hội đồng thành phố (municipal corporation) của quận Kozhikode thuộc bang Kerala, Ấn Độ.

## Địa lý
Kozhikode có vị trí 11°15′B 75°46′Đ / 11,25°B 75,77°Đ Nó có độ cao trung bình là 1 mét (3 feet). Khí hậu thành phố nóng quanh năm, nhưng mùa mát mẻ nhất là mùa hè (từ tháng 6 đến tháng 8) do lượng mưa khổng lồ vào 3 tháng này. Mùa hè có nhiệt độ trung bình thấp hơn cả 3 mùa xuân, thu và đông mặc dù thời gian ban ngày và góc mặt trời lớn hơn.

## Nhân khẩu
Theo điều tra dân số năm 2001 của Ấn Độ, Kozhikode có dân số 436.527 người. Phái nam chiếm 49% tổng số dân và phái nữ chiếm 51%. Kozhikode có tỷ lệ 84% biết đọc biết viết, cao hơn tỷ lệ trung bình toàn quốc là 59,5%: tỷ lệ cho phái nam là 85%, và tỷ lệ cho phái nữ là 82%. Tại Kozhikode, 11% dân số nhỏ hơn 6 tuổi.